# 奧克比奇 (紐約州)
奧克比奇（英語：Oak Beach）是位於美國紐約州薩福克縣的普查規定居民點。

## 人口
根據2020年美國人口普查的數據，奧克比奇的面積為8.56平方千米，當中陸地面積為2.96平方千米，而水域面積為5.60平方千米。當地共有人口268人，而人口密度為每平方千米31.31人。